# Serial (Podcast)
Serial ist ein Podcast, der vom US-amerikanischen Chicago Public Media produziert wird. Alle Folgen einer Staffel behandeln die verschiedenen Aspekte eines ungeklärten Kriminalfalls. Moderatorin ist Sarah Koenig, das Produktionsteam setzt sich aus Mitarbeitern der Radiosendung This American Life zusammen, als deren Spinoff Serial betrachtet werden kann. Bis Ende November 2018 wurden drei Staffeln veröffentlicht.
Die Produzentinnen des Podcasts sind Sarah Koenig, Julie Snyder, Dana Chiwis und Emily Condon. Serial erhielt für seine erste Staffel 2015 den Peabody Award.
Staffel eins, deren 12 Folgen von Oktober bis Dezember 2014 veröffentlicht wurden, hat den Mord der Schülerin Hae Min Lee an der Woodlawn High School in Baltimore, Maryland im Januar 1999 zum Inhalt, für den ihr Mitschüler Adnan Syed als Täter verurteilt wurde. Die Folgen wecken Zweifel an der Rechtmäßigkeit des Urteils. Auch angestoßen durch den Podcast, der bis Ende 2016 über 80 Millionen Mal abgerufen wurde, ist der Fall 2016 neu aufgerollt worden. Nach 23 Jahren im Gefängnis wurde Syed am 19. September 2022 auf Antrag der Staatsanwaltschaft aufgrund erheblicher Zweifel an den in seinem Strafprozess angeführten Beweisen „im Interesse von Gerechtigkeit und Fairness“ aus dem Gefängnis entlassen.
Die elf Folgen der zweiten Staffel wurden von Dezember 2015 bis März 2016 bereitgestellt und 50 Millionen Mal abgerufen. Die Staffel behandelt den Fall des US-Soldaten Bowe Bergdahl, der in Afghanistan 2009 in die Hände der Taliban fiel und der sich nach seiner Befreiung 2014 vor einem Militärgericht wegen Desertion verantworten muss.
Im Zeitraum von September bis November 2018 wurden wöchentlich die neun Folgen der dritten Staffel veröffentlicht. Im Gegensatz zu den ersten beiden Staffeln wird nicht ein einziger Fall geschildert, sondern pro Folge je eine Tat dargestellt, die am Kriminalgericht von Cleveland verhandelt wurde. Im Januar 2021 sicherte sich der Fernsehsender HBO die Rechte an einer Umsetzung als Miniserie der dritten Staffel. Neben Koenig soll der Basketballer LeBron James als Executive Producer agieren.
Im Juli 2020 gab die New York Times den Kauf der Produktionsfirma des Podcasts, Serial Productions, bekannt und gleichzeitig eine enge Zusammenarbeit mit This American Life.